# Oligographa juniperi
Oligographa juniperi is een vlinder uit de familie van de pijlstaarten (Sphingidae). De wetenschappelijke naam van de soort werd in 1847 gepubliceerd door Jean Baptiste Boisduval.